# L'Oriental (Marroc)
La regió Oriental (en amazic: Agmuḍan, ⵜⴰⴳⵎⵓⴹⴰⵏⵜ, en àrab: الجهة الشرقية) era una de les setze regions en què estava organitzat el Marroc abans de la reforma administrativa de 2015. Ocupa el nord-est de l'estat i la seva superfície és de 82.900 km² per a una població d'1.918.094 habitants. La seva capital és Oujda. La nova regió Oriental integra la província de Guercif de l'antiga regió de Taza-Al Hoceïma-Taounate.
Està dividida en cinc províncies administratives i una prefectura, que al seu torn es divideixen en 22 municipis i 91 comunes rurals. Aquesta regió limita al nord amb la ciutat de Melilla i amb el mar Mediterrani, a l'est amb Algèria, a l'oest amb la regió de Taza-Al Hoceima-Taounate i la regió de Fes-Boulemane, al sud-oest amb la regió de Meknès-Tafilalet i al sud amb Algèria, frontera encara avui en disputa.

## Demografia
| 1.768.691 hab.  | 1.918.094 hab. | 2.097.629 hab. |
| censos oficials |                |                |

## Divisió administrativa
- la prefectura d'Oujda-Angad
- la província de Nador
- la província de Berkane
- la província de Driouch
- la província de Taourirt
- la província de Jerada
- la província de Figuig